# Gabriel Aresti
Gabriel Aresti Segurola (Bilbau, 14 de outubro de 1933 – Bilbau, 5 de junho de 1975) foi um poeta e dramaturgo basco de nacionalidade basca, tendo escrito em basco, considerado um renovador da poesia na sua língua, bem como o principal autor desta nacionalidade ou língua por alguns autores.

## Biografia
Educado em língua castelhana, superou as grandes dificuldades impostas na ditadura de Franco para conseguir aprender a língua basca em Bilbao. Foi contador, trabalho com o qual se mantinha, e dedicava suas horas vagas à produção literária.
Logo se tornou um prolífico escritor e tradutor em língua basca, traduzindo para o basco autores como  García Lorca e T.S. Eliot, tendo se dedicado também ao teatro.
Dedicou-se, inicialmente a um certo realismo social, dedicando-se a criar um novo imaginário basco e transladando à sociedade suas ideias progressistas e a favor de una sociedade livre das rígidas convenções sociais do franquismo.
Formalmente, introduz o verso livre e uma linguagem mais coloquial na poesia em basco, absoluta novidade, no que teria sido influenciado por seu conterrâneo Blas de Otero, bem como em seu gosto pelos temas sociais.

## Legado
Além de introduzir o verso livre e uma linguagem mais coloquial na poesia de língua basca, Aresti participou das discussões em torno do basca unificado, tendo defendido esta ideia frente aos setores mais "tradicionalistas" e fechados no famoso congresso de Arantzazu (1968).  Por isso, além de das ideias sociais, e por sua orgulhosa defesa de sua condição do euskaldunberri, Aresti Aresti sofreu forte oposição dos setores conservadores e franquistas.
Por fim, o ideal de Aresti sobre a língua basca venceu, sendo o poeta um importante articulador desta unificação.
Há um centro de ensino da língua basca a adultos que homenageia o nome do poeta, o Euskaltegi Gabriel Aresti. Situado no centro de Bilbao, foi criado no princípio da década de 1980.

## Obra
- Hainbat artikulu prentsan, bereziki Zeruko Argia eta Anaitasuna aldizkarietan.
- Harri eta Herri, Zarautz, Itxaropena, 1964.
- Euskal elerti 69, Donostia, Lur, 1969.
- Batasunaren kutxa, Donostia, Lur, 1970.
- Cuarenta poemas, Madril, Helios, 1970. Barruan Nire aitaren etxea defendituko dut, poema ospetsua dago.
- Harrizko Herri Hau, Donostia, Lur, 1970.
- Kaniko eta Beltxitina, Donostia, Lur, 1971.
- Lau teatro arestiar, Donostia, Lur, 1973.
- Hiztegi tipia, Donostia, Lur, 1973.
- Aurtengo zenbait berri, Donostia, Lur, 1973.
- Obra guztiak, Donostia, Kriselu, 1976.
- Lehen poesiak, Susa, 1986
- Euskal harria, Susa, 1986
- Poesia argitaragabea. Azken poesia, Susa, 1986
- Narratiba, Susa, 1986
- Antzerkia, Susa, 1986
- Itzulpenak 1, Susa, 1986
- Itzulpenak 2, Susa, 1986
- Artikuluak. Hitzaldiak. Gutunak. , Susa, 1986